# Casa al carrer Flix, 35 (Tortosa)
La casa al carrer Flix, 35 del raval de Jesús de Tortosa (Baix Ebre) és una obra del municipi inclosa en l'Inventari del Patrimoni Arquitectònic de Catalunya.

## Descripció
És un edifici de planta rectangular, situat entre mitgeres a prop de l'extrem d'una de les illes de la part alta del raval del Jesús, l'anomenat raval Nova al costat mateix del carrer que porta al recinte del noviciat de les Teresianes. L'element destacable per excel·lència de l'edifici és la petita façana principal que, tot corresponent a la planta baixa que hi ha a la part anterior de la casa, s'organitza d'acord amb un eix de simetria central amb la porta d'entrada al centre, emmarcada per un motlluratge amb arc escarser (aquesta guanyarà, posteriorment, alçada amb un pis superior). L'arc escarser té la clau realçada, mentre a banda i banda d'aquesta porta s'obren dues finestres, també amb emmarcament, tot i que aquest sobresurt del mur, i per sota una espècie de sòcol de notable alçada. Per damunt, un cornisament i es coronà el conjunt amb una barana d'obra amb motius ornamentals de diversa mena: cercles amb ornat vegetals que la vegada connecta amb d'altres de perfil curvilini (decoració que també es pot veure al mateix Jesús o Amposta).

## Història
Francesc Gimeno Làzaro fou el mateix propietari i mestre de cases que aixecà aquesta. Tenia, a més, un taller de pedra artificial. Va construir un bon nombre d'edificis tant a Jesús com a Tortosa, com ara la casa del pintor Arasa a la carretera Simpàtica. L'estructura de la casa s'ha mantingut la mateixa, únicament amb algunes transformacions interiors, sobretot al petit i curiós pati tancat, a on encara es conserven unes columnes realitzades pel mateix Sr. Gimeno. La façana principal tan sols ha estat pintada de nou, amb tonalitats blanques i grogues. Potser la façana principal fou completada per l'aplicació de manises.